# Marków (Lidzbark Warmiński)
Marków ist ein Ort in der polnischen Woiwodschaft Ermland-Masuren. Er gehört zur Landgemeinde Lidzbark Warmiński (Heilsberg) im Powiat Lidzbarski (Kreis Heilsberg).

## Geographische Lage
Marków liegt im nördlichen Westen der Woiwodschaft Ermland-Masuren, drei Kilometer nordöstlich der Kreisstadt Lidzbark Warmiński (Heilsberg).

## Geschichte
Die Osada (= „Siedlung“) Marków liegt nur 0,7 Kilometer vom Nachbardorf Markajmy (Markeim) entfernt. Über die Geschichte des kleinen Orts gibt es keine Hinweise und Belege. So ist nicht sicher, ob Marków bereits vor 1945 existiert hat und evtl. eine deutsche Namensform trug. Marków gilt heute als część wsi Markajmy (= „Teil des Dorfs Markajmy“), das zur Gmina Lidzbark Warmiński (Landgemeinde Heilsberg) im Powiat Lidzbarski (Kreis Heilsberg) gehört.

## Religion
Kirchlich ist Marków in die römisch-katholische Pfarrei der Stadt  Lidzbark Warmiński im Erzbistum Ermland sowie in die Diözese Masuren der Evangelisch-Augsburgischen Kirche in Polen eingegliedert.

## Verkehr
Marków ist von Lidzbark Warmiński aus direkt zu erreichen. Eine Bahnanbindung besteht nicht.